# 마이 걸 2
《마이 걸 2》(영어: My Girl 2)는 1994년 개봉한 미국의 코미디 드라마 영화이다. 《마이 걸》(1991)의 속편이다.

## 출연진
- 댄 애크로이드 - 해리 설튼퍼스 역
- 제이미 리 커티스 - 셸리 더보토 설튼퍼스 역
- 애나 클럼스키 - 베이다 마거릿 설튼퍼스 역
- 오스틴 오브라이언 - 닉 지그먼드 역
- 리처드 매서 - 필 설튼퍼스 역
- 크리스틴 에버솔 - 로즈 지그먼드 역
- 존 데이비드 사우더 - 제프리 포머로이 역
- 게릿 그레이엄 - 샘 헬번 의사 역
- 벤 스타인 - 스탠리 로즌펠드 역
- 키오니 영 - 대릴 다나카 역
- 리처드 비머 - 피터 웨브 역

## 기타 제작진
- 협력 제작: 데버라 무스행킨
- 미술: 찰스 로즌
- 의상: 셸리 코마로프